# Referendum konstytucyjne we Francji w 1851 roku
Referendum we Francji w 1851 roku zostało przeprowadzone w celu poddania pod głosowanie możliwości sprawowania przez prezydenta Louisa Napoléona Bonaparte urzędu przez dalszych 10 lat. W głosowaniu wzięło udział ponad 81,65% uprawnionych do głosowania.
| Wyniki           | Liczba głosów |
| ---------------- | ------------- |
| Głosów za        | 7'481'231     |
| Głosy przeciw    | 647'292       |
| % Głosów za      | 92,03%        |
| % Głosów przeciw | 7,96%         |